# マルコ・マリン
マルコ・マリン（Marko Marin, 1989年3月13日 - ）は、ユーゴスラビア （現ボスニア・ヘルツェゴビナ）出身の元サッカー選手。現役時代のポジションはMFまたはFW。現在はレッドスター・ベオグラードのテクニカルディレクターを務める。

## クラブ経歴

### ドイツ時代
SG01ヘーヒストとアイントラハト・フランクフルトのユースに所属、2006年にフランクフルトを去り、ボルシア・メンヒェングラートバッハのユースへ移籍した。1年後に3年契約を結び、メンヒェングラートバッハでプロデビューする。2008年8月9日、DFBポカールのファーストラウンド・VfBフィヒテ・ビーレフェルト（7部リーグ）戦では17分間でハットトリックを達成した。
2009年6月24日にヴェルダー・ブレーメンへ加入。移籍金は840万ユーロと報道され、4年契約を締結した。ジエゴが去った後のチームの中核をメスト・エジルと共に担った。

### チェルシー
2012年4月には、来季よりプレミアリーグのチェルシーFCに加入することで合意。移籍金は800万ユーロと報道された。移籍後も故障で長期離脱が続いたがFIFAクラブワールドカップ2012決勝戦に後半42分から途中出場した。しかしクラブは南米王者のSCコリンチャンスに1対0で惜敗し優勝を逃した。2013年ウィガン・アスレティックFC戦に出場しリーグ初ゴールを記録した。
2013年6月、セビージャFCへ期限付き移籍。ここでは2013-14シーズンのUEFAヨーロッパリーグ優勝を経験。異なるクラブでのUEL連続優勝は、ラダメル・ファルカオに次いで歴代2人目となった。
2014年8月18日、ACFフィオレンティーナにレンタル移籍した。
2015年1月20日、ヴィオラへのローンを打ち切り、RSCアンデルレヒトへレンタル移籍した。
2015年8月25日、トラブゾンスポルへレンタル移籍。

### オリンピアコス
2016年8月24日、ギリシャのオリンピアコスFCに完全移籍することが発表された。加入初年度の2016-17シーズンにリーグ優勝を経験。2シーズンで公式戦59試合出場12得点10アシストを記録した。

### レッドスター
2018年9月1日、セルビアのレッドスター・ベオグラードへ移籍。ゴラン・チャウシッチやリッチモンド・ボアキエらとともに加入が発表され、1年延長オプション付きの2年契約を締結した。加入初年度でリーグ戦22試合に出場すると6ゴール8アシストを挙げ、2018-19シーズンのリーグベストイレブン及び最優秀選手に選出される。1年半の在籍で公式戦58試合出場11得点24アシストを記録した。

### アル・アハリ
2020年1月5日、サウジアラビアのアル・アハリ・ジッダに完全移籍することが発表された。
2021年2月8日、アル・ラーイドFCへシーズン終了までのローンとなる。ここではオリンピアコス時代の指揮官であるベスニク・ハシと再会した。

### フェレンツヴァーロシュ
2021年9月、フェレンツヴァーロシュTCに加入した。

## 代表経歴
出身地のボスニア・ヘルツェゴビナでプレーすることも出来たが、ドイツ代表を選択。2007年からU-21ドイツ代表でプレーし、6試合に出場する。
2008年5月16日、ユーロ2008の代表候補26名に選ばれるが、本大会メンバーからは落選した。A代表初出場は2008年5月27日のベラルーシ戦で、ハーフタイムにバスティアン・シュヴァインシュタイガーとの交代で出現。ユーロ2008終了後の最初の代表戦となるベルギー戦に招集され、代表2試合目で初得点を決める。
- 2008年5月27日 - A代表初出場（親善試合） - ベラルーシ代表戦（フリッツ・ヴァルター・シュタディオン）
- 2008年8月20日 - A代表初得点（親善試合） - ベルギー代表戦（イージークレジット・シュタディオン）

## 人物
レッドスター在籍時の2019年10月、脳腫瘍を抱えるセルビア人女児の手術費用を募るため、自身とディナーを共にする権利をオンライン・オークションへ出品した。

## 代表歴

### 出場大会
- ドイツ代表
  - 2010 FIFAワールドカップ

### 試合数
- 国際Aマッチ 16試合 1得点（2008年-2010年）[20]

| ドイツ代表 | 国際Aマッチ | 国際Aマッチ |
| 年         | 出場        | 得点        |
| ---------- | ----------- | ----------- |
| 2008       | 4           | 1           |
| 2009       | 3           | 0           |
| 2010       | 9           | 0           |
| 通算       | 16          | 1           |

## タイトル
クラブ
メンヒェングラートバッハ
- 2. ブンデスリーガ : 2007-08

チェルシー
- UEFAヨーロッパリーグ : 2012-13

セビージャ
- UEFAヨーロッパリーグ : 2013-14

オリンピアコス
- ギリシャ・スーパーリーグ : 2016-17

レッドスター
- セルビア・スーペルリーガ : 2018-19

フェレンツヴァローシュ
- ネムゼティ・バイノクシャーグI : 2021-22
- マジャル・クパ : 2021-22

ドイツ代表
- UEFA U-21欧州選手権 : 2009

個人
- フリッツ・ヴァルター・メダル : 2006 (U-17), 2007 (U-18)
- セルビア・スーペルリーガベストイレブン : 2018-19
- セルビア・スーペルリーガ年間最優秀選手 : 2018-19